# Hypochrysops delicia
Espèce
Hypochrysops delicia est une espèce de lépidoptères de la famille des Lycaenidae. Elle est endémique d'Australie.

## Description
L'imago a une envergure d'environ 40 mm. Les ailes sont turquoise iridescent sur le dessus, avec un ombrage vers le noir dans les marges.
Les chenilles sont brunes et poilues avec une rayure dorsale foncée et des marques diagonales, ainsi qu'une tête noire. Il atteint une longueur d'environ 25 mm à maturité.

## Répartition
Hypochrysops delicia est endémique d'Australie, mais pourrait être présent dans l'archipel des Moluques en Indonésie. Il se rencontre dans l'Est du pays.

## Écologie
Les chenilles se nourrissent de feuilles d'acacias, notamment Acacia binervia, A. dealbata, A. flavescens, A. implexa, A. irrorata, A. leiocalyx, A. mearnsii, A. melanoxylon, A. parramattensis, A. pycnantha et A. spectabilis. 
L'espèce cohabite généralement avec des fourmis du genre Crematogaster.

## Sous-espèces
D'après funet :
- Hypochrysops delicia delicia Hewitson, 1875 — du Sud du Queensland au centre de la Nouvelle-Galles du Sud
- Hypochrysops delicia delos (Waterhouse & Lyell, 1914) — du Sud de la Nouvelle-Galles du Sud à Victoria (État)
- Hypochrysops delicia duaringae (Waterhouse, 1903) — centre du Queensland
- Hypochrysops delicia regina Grose-Smith & Kirby, 1895 — Moluques ?